# Ledebouria pardalota
Ledebouria pardalota är en sparrisväxtart som beskrevs av Stephanus Venter. Ledebouria pardalota ingår i släktet Ledebouria och familjen sparrisväxter. Inga underarter finns listade i Catalogue of Life.